# The California Ramblers
The California Ramblers war eine US-amerikanische Jazz- und Tanzband der 1920er-Jahre. Sie gilt als eine der bedeutendsten der Jazz-beeinflussten Bands dieser Ära und hatte Vorbildfunktion für andere Big Bands.

## Geschichte
Die California Ramblers galten als eine der populären und erfolgreichsten Jazzbands der 1920er-Jahre; sie nahm hunderte von Songs für verschiedene Label wie Vocalion, Edison, Pathe, Paramount, Silvertone, Columbia, Cameo und Harmony auf. Aufgrund der vielen mitwirkenden Stars galt die von Arthur Hand zusammengeführte Gruppe als Musician’s Band; drei ihrer Mitglieder, Red Nichols, Jimmy Dorsey und Tommy Dorsey, wurden später selbst wichtige Orchesterleiter.

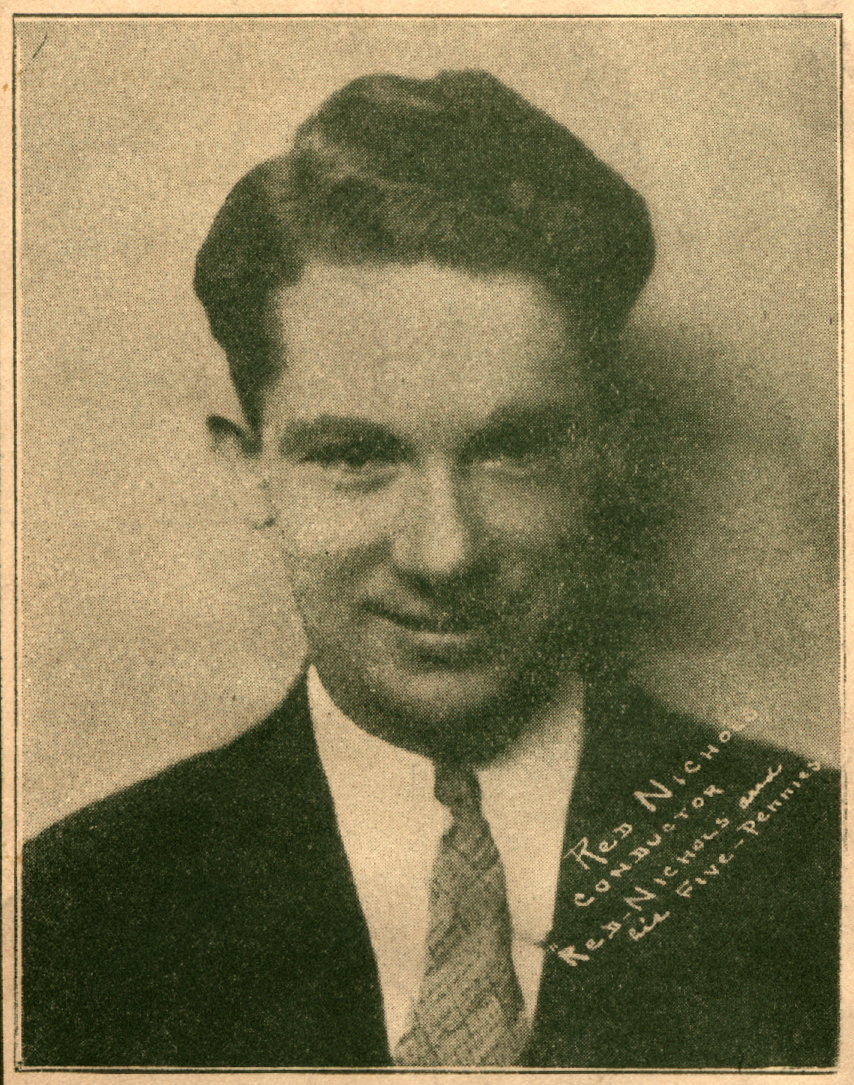
Red Nichols (um 1929)

Trotz der Bandbezeichnung kamen die Mitglieder der Ur-Besetzung aus Ohio und Pennsylvania; der Name „Ramblers“ leitete sich von dem Lokal Rambler’s Inn in Pelham (New York) ab. Ursprünglich spielten sie lediglich für Columbia Platten ein; ihr Manager Ed Kirkeby veranlasste jedoch, dass sie unter verschiedenen Bandbezeichnungen für weitere Label in den USA und Kanada aufnahmen. Ihren ersten Top-30-Erfolg hatten sie im Sommer 1922 mit My Honey’s Lovin’ Arms auf Vocalion. Ed Kirkeby sorgte zunächst für Auftrittsmöglichkeiten in New York City, wo sie die Sängerin Eva Shirley begleiteten. Erster Leiter der Formation war in dieser Zeit der Banjospieler Ray Kitchenman, der schon bald die Leitung an den Violinisten Arthur Hand übergab. Kirkeby buchte die Band für Auftritte in der Shanley’s Dance Hall auf dem New Yorker Broadway. Kurz danach hatte sie ein längeres Engagement in der Post Lodge in Pelham Bay Park im Westchester County bei New York; die Lodge wurde daraufhin in The California Rambler’s Inn umbenannt.
Der große Erfolg der Gruppe war auch ein Resultat einer ausgiebigen Aufnahmepraxis; neben ihren Aufnahmen als California Ramblers für Columbia spielten sie unter den verschiedensten Pseudonymen für andere Label Platten ein; so für Pathe Actuelle als das Palace Garden Orchestra, für Perfect als Meyer’s Dance Band.
Bei Grafton Records hießen sie Windsor Orchestra, weitere Namen waren The Golden Gate Orchestra, Goldie’s Syncopators oder Ted Wallace and his Orchestra. Allein im Monat April 1926 nahmen sie über ein Dutzend Titel für zehn verschiedenen Label auf, mehr als jede andere Band seinerzeit in New York. Bei ihren häufigen Sessions wechselten die Besetzungen; einmal wirkte auch der Posaunist Glenn Miller mit. Die California Ramblers waren 1925 die erste Band, die den Song Has Anybody Seen My Gal? aufnahm.

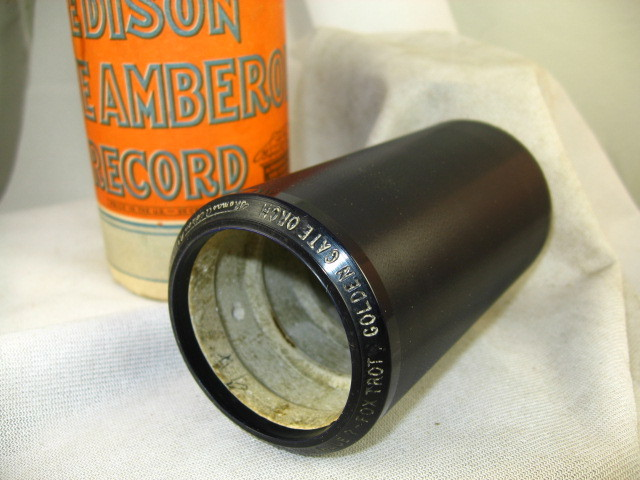
Edisonrolle einer Aufnahme des Golden Gate Orchestra alias The California Ramblers

Die Ramblers setzten ihre Aufnahmetätigkeit bis in die Mitte der 1930er-Jahre fort, allerdings ohne ein festes Bandpersonal. Aufnahmen unter der Bandbezeichnung entstanden auch von Tommy Dorsey 1935 und Charlie Barnet 1937.
Bekannte Einspielungen der California Ramblers waren ihre Erkennungsmelodie California Here I Come 1924, sowie Sheik of Araby 1921, My Honey’s Lovin Arms und Bee’s Knees 1922, Shine und It Had to Be You 1924, I’m in Love Again (als Southampton Society Orchestra), You Gotta Know How to Love und Stockholm Stomp 1926, At Sundown, It Was Only a Sunshower, Yes, She Do (No, She Don’t) und I Love the College Girls 1927, There’s a Rainbow ’Round My Shoulder 1928, Broken Idol 1929, Reaching for the Moon, There’s a wah-wah Gal in Agua Caliente und Brown Eyes, Why Are You Blue? (als Golden Gate Orchestra), ferner Huggable Kissable You, Song of the Blues, Take a Little One Step (als Gotham Dance Orchestra) und Steamboat Bill (als Varsity Seven).
Während die California Ramblers meist in Tentett-Besetzung auftraten oder aufnahmen, ließ Kirkeby Musiker der Ramblers in kleineren Ensembles zwischen Quintett- und Oktett-Besetzung weitere Schallplatten für Columbia unter der Bandbezeichnung The Little Ramblers einspielen. Das Studioensemble spielte vorwiegend Hot Jazz und Novelty Songs; der Band gehörten der Kornettist Bill Moore, Adrian Rollini, Pianist Irving Brodsky und als Banjospieler Ray Kitchingman bzw. Tommy Felline an. Neben ihren Einspielungen als The Little Ramblers entstanden außerdem Schallplatten für Pathe als The Five Birmingham Babies und für Okeh Records als The Goofus Five.

## Bedeutung
Der Kritiker Cub Coda bezeichnete in Allmusic die California Ramblers als „die wohl vollkommenste weiße Tanzband der 1920er-Jahre“. Gegenüber anderen bedeutenden Tanzbands der 1920er-Jahre, wie die Orchester von Ray Miller, Roger Wolfe Kahn, Isham Jones und Paul Whiteman, denen eine gewisse rhythmische und melodische Steifheit anhaftete, zeichnete sich die Musik der Ramblers durch einen sehr lebendigen Rhythmus aus, zu dem vor allem der Schlagzeuger Stan King beitrug. Ihre überschwängliche Musik, die meist auf klug veränderten Stock Arrangements basierte, beinhaltete Hot-Soli der damals besten Musiker in New York City, die viel von dem Stil der Solisten in den großen Swingbands der 1940er vorwegnahmen. Einer der herausragenden Solisten war Adrian Rollini auf dem Bass-Saxophon.

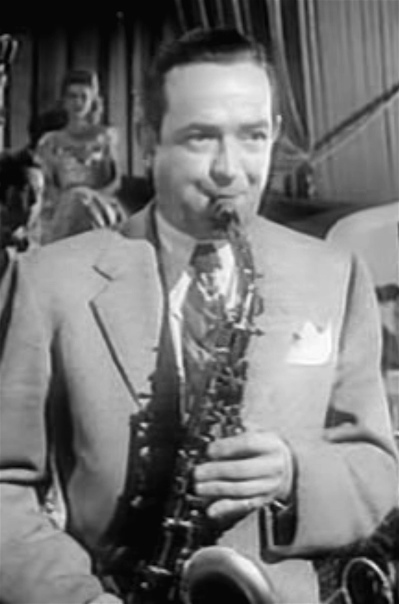
Jimmy Dorsey im Film The Fabulous Dorseys (1947)

Gemeinsam mit Ben Pollacks Orchester galten die Ramblers als eine der ersten weißen Bands, die eine Jazz-beeinflusste Tanzmusik spielten. Ihre Aufnahme von Copenhagen veranlasste Fletcher Henderson, ähnliche Titel einzuspielen. Die ursprüngliche Besetzung seiner Band war der der California Ramblers sehr ähnlich.
Mit dem Eintritt des Kornettisten Bill Moore in die Gruppe waren die Ramblers auch die erste Band, in der regulär ein afroamerikanischer Musiker spielte; dies noch vor dem Einstieg von Teddy Wilson und Lionel Hampton in die Band von Benny Goodman. Der Einfluss der Ramblers übertrug sich auch nach England, wo Ende der 1920er-Jahre Fred Elizalde Mitglieder der California Ramblers in sein Orchester holte. Einer dieser Musiker, George Fishberg, blieb darauf in England und arbeitete unter dem Namen George Fisher and His Kit Kat Orchestra.

## Sonstiges
In den 1970er Jahren gab es die New California Ramblers gegründet von Vince Giordano, später übernommen von Dick Sudhalter.

## Diskografische Hinweise
- Hallelujah, Vol. 2 (Biograph, 1925)
- The California Ramblers, Volume One (The Old masters, 1925)
- Miss Annabelle Lee, Vol. 1 (Biograph, 1925)
- The California Ramblers, Volume Two (The Old Masters, 1927)
- Rare Vertical Jazz 1926–1928 (Historical, 1926–28)
- California Ramblers 1925–1928 (Timeless, 1925–28)